# The Literary Review
The Literary Review este o revistă literară americană fondată în 1957. Revista apare trimestrial și este publicată pe plan internațional de Fairleigh Dickinson University din Madison, New Jersey. În afară de publicarea de povestiri, poezii și eseuri, The Literary Review se mândrește cu publicarea traducerilor în limba engleză a unor texte literare de ficțiune contemporană din diferite țări, dedicând de multe ori un număr întreg unei singure limbi străine (de exemplu traducerilor din limba japoneză).
Încă de la începuturile sale, The Literary Review a publicat operele literare ale unui număr de 22 de laureați ai Premiului Nobel. Articolele și povestirile recente publicate în The Literary Review au fost incluse în antologia Best American Mystery Stories și în alte colecții.
The Literary Review menține o relație strânsă cu programul literar MFA al Fairleigh Dickinson University; mai mulți dintre studenții care urmează acest program publică în paginile revistei. Revista oferă anual Premiul Charles Angoff pentru contribuții remarcabile în onoarea poetului și romancierului Charles Angoff (1902-1979), care a servit ca editor al The Literary Review din 1957 până în 1976.